# Auriculella uniplicata
Auriculella uniplicata foi uma espécie de gastrópodes da família Achatinellidae. Foi endémica do Arquipélago do Havaí.